# Pawieł Delwin
Pawieł Iłłarionowicz Delwin (ros. Павел Илларионович Дэльвин, ur. 22 stycznia 1902 we wsi Iwanowskoje w guberni wiackiej, zm. 21 września 1973 w Kazaniu) – radziecki polityk, I sekretarz Komitetu Obwodowego KPK w Aktobe (1955-1958).
1924 ukończył szkołę mechaniczno-techniczną, a 1930 Kazański Instytut Energetyczny. Od 1926 w WKP(b), od 1930 inżynier i szef centrali elektrociepłowniczej, później główny inżynier fabryki im. Lenina w Kazaniu. Od stycznia 1941 do września 1942 I sekretarz rejonowego komitetu WKP(b) w Kazaniu, od września 1942 do grudnia 1946 I sekretarz Komitetu Miejskiego WKP(b) w Zielenodolsku, od grudnia 1946 do 1949 sekretarz Tatarskiego Komitetu Obwodowego WKP(b) ds. kadr, 1948 ukończył Wyższą Szkołę Partyjną przy KC WKP(b). Od 1949 do maja 1952 sekretarz Tatarskiego Komitetu Obwodowego WKP(b), od maja 1952 do kwietnia 1953 I sekretarz Komitetu Obwodowego WKP(b)/KPZR w Czystopolu, 1953-1954 kierownik wydziału Tatarskiego Komitetu Obwodowego KPZR. Od 1954 do kwietnia 1955 II sekretarz, a od kwietnia 1955 do grudnia 1958 I sekretarz Aktiubińskiego Komitetu Obwodowego KPK, 1958-1972 starszy wykładowca historii KPZR Kazańskiego Zaocznego Instytutu Handlu Radzieckiego, następnie na emeryturze. Odznaczony Orderem Lenina i Orderem Czerwonego Sztandaru Pracy.